# Семен Гладкий
Семе́н Гладки́й (Сенько, Гла́дченко; невідомо — 18 (28) вересня 1663, Борзна) — військовий і державний діяч Гетьманщини XVII століття, сподвижник наказного гетьмана Якима Сомка. Генеральний осавул (1660—1662 роки), генеральний суддя (1662—1663 роки) в уряді Сомка, переяславський полковник (1662 рік).

## Біографія
Відомо, що батька Семена звали Остапом. Семен походив зі шляхетської родини Гладких. Він був близьким родичем миргородського полковника Матвія Гладкого. Згідно Зборівського реєстру Війська Запорозького 1649 року Семен Гладкий був вперше згаданий як козак першої Миргородської полкової сотні однойменного полку.
З початком періоду, який історики називають «Руїна» почалася громадянська війна на Гетьманщині. Після підписання гетьманом Юрієм Хмельницьким так званого Слободищенського (Чуднівського) трактату частина козацтва (насамперед на Лівобережжі) не визнала його, підтвердила присягу царю Олексію Михайловичу та почала збройну боротьбу з «хмельниченками». Одним з головних противників трактату став колишній переяславський полковник, а на той час — наказний гетьман, і дядько Юрася Хмельниченка, Яким Сомко. Восени 1660 року, довідавшись про підписання трактату, він приїхав у рідний Переяслав. Полк розгромили польсько-татарські війська під Чудновом, а основна частина його старшини, у тому числі полковник Тиміш Цицюра, потрапили в полон.
Власне, Семен Гладкий був одним з небагатьох, хто не брав участі в поході. У полковому уряді він був осавулом. Гладкий став полковим осавулом з початком Руїни в лютому 1658 року й був на уряді до жовтня 1660 року. У цій якості очолював посольства до московського царя. Отримав пару в 4 рублів «от сбиранья подвод». Юрій Хмельницький здійснив спробу підняти Переяславський полк проти московського гарнізону, про що і просив у листі до Гладкого. Однак 23 жовтня (2 листопада) 1660 року до Переяслава вступив товариш воєводи Григорія Ромодановського, князь Борис Мишецький. Сомко, якого підтримав Гладкий, заявив про свою вірність царю.
На полковій старшинській раді Якима обрали полковником. У Переяславському полку після поразки під Чудновом довелося відновлювати управління. З 1660 року, і впродовж двох наступних років, Семен був у генеральній старшині Якима Сомка генеральним осавулом. 13 (23) травня 1662 року Семен Гладкий замінив Сомка, на посаді Переяславського полковника. Завдяки дослідженню американського історика українського походження Юрія Гаєцького,стало відомо, що Гладкий був у генеральній старшині Сомка суддею з 1662 року і аж до чорної ради 1663 року. Полковницький пірнач, натомість, отримав родич Сомка, Опанас Щуровський.

## Родина та особисте життя
Вважається, що Гладкі були старовинною шляхетською родиною.
- Остап Гладкий — батько Семена.[4]
- Матвій Гладкий — близький родич Семена[3], Миргородський полковник, страчений у роки Хмельниччини за наказом гетьмана Богдана Хмельницького